# Siló (figura bíblica)
Siló (šīlō em hebraico:  שִׁיל֔וֹ ou šīlōh em hebraico:  שילה) é uma figura mencionada na Bíblia Hebraica em Gênesis 49:10 como parte da bênção dada por Jacó ao seu filho Judá. Jacó afirma que "o cetro não se afastará de Judá... até que venha Siló".
A tradução e interpretação deste versículo é sujeito a algumas controvérsias.

## Variações de acordo com os manuscritos, traduções recentes
A Vulgata latina traduz a palavra como "ele ...que está por ser enviado", que seria o equivalente em hebraico à shaluach (mensageiro), indicando uma possível corrupção do texto (de ambos os lados).
O Pesito "aquele a quem pertence".
Semelhantemente, a Septuaginta traduz similarmente a palavra para "as coisas guardadas para ele".
Nenhuma versão antiga parece interpretar a palavra como sendo a cidade chamada Siló.
A frase é traduzida na Versão King James como "(..) até que Siló venha; e a ele se congregarão os povos.", tornando assim Siló um nome pessoal.

## Interpretações
Para aqueles que sustentam que Siló é uma forma de nome pessoal não comprovada, o versículo é interpretado como uma profecia messiânica. Esta tradição é refletida nos Manuscritos do Mar Morto, no Targum e em várias fontes Rabínicas.
Nenhum outro verso parece apoiar essa interpretação[carece de fontes?], nem o nome pessoal faz qualquer sentido óbvio, quer para os cristãos ou judeus.[carece de fontes?]
O Targum Yerushalmi menciona "até o momento em que o Rei do Meshiha, virá", e o Targum Onkelos igualmente menciona "até o Meshiha vir".

O estudioso medieval judeu Rashi sugeriu que "Siló" é na verdade um composto de duas palavras hebraicas: shai e loh ou em Português, "tributo" e "a ele". Esta interpretação faz mais sentido no contexto imediato, no curso da bênção que prevê o governo de Judá, repleto de imagens da realeza. O substantivo que é paralelo a shai loh só ocorre em um outro lugar na Bíblia Hebraica (Provérbios 30:17), em que significa algo semelhante a "obediência".[carece de fontes?]
Outra vertente de interpretação[carece de fontes?] sustenta que o versículo se refere ao lugar israelita de Siló, o centro original de culto para os israelitas, que sofreu incêndio durante o primeiro período do Ferro. Esta escola de pensamento sustenta que o verso transmite uma esperança para a reunião final de Israel, a leitura do verso como, "até que ele venha a Siló." O nome é no entanto de uma ortografia diferente (O nome da cidade carece de um yod).[carece de fontes?]

## Outras interpretações
Alguns muçulmanos interpretam como uma profecia de Maomé.
Alguns rastararianos têm associado o nome com o retorno de Haile Selassie I[carece de fontes?].
Joseph Smith Jr. associa Siló com a raiz de Jessé, ou em outras palavras, Jesus Cristo.
Alguns humanistas sustentam que se trata da profecia sobre Silo, o sabio dos andes, que traz uma nova mensagem e uma nova espiritualidade para o mundo em pleno sec. 20
Uma outra interpretação de cunho cristão, informa que Jesus Cristo é Siló  [Aquele de Quem É; Aquele a Quem Pertence]. Compare (Lucas 1:32–33; Apocalipse 5:5; Isaías 11:10; Romanos 15:12).